# Kenwyn Rural
Kenwyn Rural var en civil parish från 1894 till 1934 då den blev en del av Kenwyn, Chacewater och Truro i grevskapet Cornwall, i England. Civil parish var belägen 15 km från Newquay och hade 2 432 invånare år 1931.